# Borys Michałowski

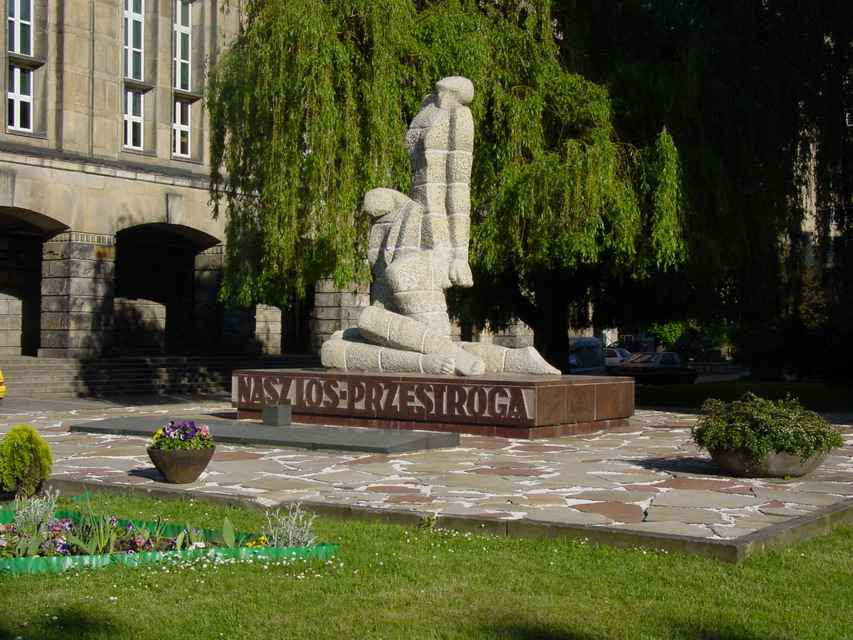
Pomnik Pomordowanych Profesorów Lwowskich autorstwa Borysa Michałowskiego

Borys Michałowski (ur. 22 lipca 1905 w Saratowie, zm. 7 maja 1995 we Wrocławiu) – polski rzeźbiarz. Profesor wrocławskiej Akademii Sztuk Pięknych.
Był synem Polaka i Rosjanki oraz wnukiem powstańca styczniowego. Dzieciństwo spędził w Rosji, w wieku 17 lat wyjechał do Polski. Kształcił się w latach 1932-1934 w warszawskiej Miejskiej Szkole Sztuk Zdobniczych i Malarstwa oraz w latach 1934-39 Akademii Sztuk Pięknych (w tym w pracowni rzeźby prof. Tadeusza Breyera). Po wojnie, od 1946 roku prowadził zajęcia dydaktyczne na wrocławskiej Akademii Sztuk Pięknych, gdzie do 1976 roku kierował Katedrą Rzeźby. Autor m.in. Pomnika Pomordowanych Profesorów Lwowskich przy gmachu Politechniki Wrocławskiej (1964 r.), zlikwidowanego pomnika Ludowego Wojska Polskiego w Złotoryi (1967 r.). oraz pomnika "Dmuchacz szkla" w Stroniu Śląskim.
W 1953 r. został mężem Marii Michałowskiej (z d. Szerskiej).